# Ginger Gonzaga
Ginger Tapp-Gonzaga (Pensilvania, 17 de mayo de 1983)es una comediante y actriz estadounidense.

## Primeros años
Gonzaga nació en Pensilvania de sus padres Adele L. Tapp, de origen neerlandés y Christopher Deiparine Gonzaga, de origen filipino. Creció en Modesto, California, donde asistió a la Escuela Secundaria Beyer. Estudió en la Universidad de California, Berkeley y en la Universidad de California, Santa Bárbara, donde se especializó en ciencias políticas. Gonzaga se graduó un año antes para formarse en la escuela The Groundlings, y pasó a estudiar improv en Second City y en el Brigada de ciudadanos íntegros. Es mitad neerlandesa y mitad filipina.

## Carrera
Gonzaga condujo el programa cómico de recapitulación diaria de la cultura pop de Hulu The Morning After. Fue una habitual en el programa de ABC Mixology, que duró 13 episodios. También ha aparecido en otros numerosos programas de televisión, como Togetherness, I'm Dying Up Here, Wrecked, Kidding, y Room 104.
En 2019, tuvo un papel en la serie de Paul Rudd, Living with Yourself.
Interpreta a "la joven congresista enfadada" Anabela Ysidro-Campos, también conocida simplemente como AYC, un personaje basado en la congresista Alexandria Ocasio-Cortez, en la comedia espacial satírica de 2020 Space Force. En enero de 2021, formó parte del reparto de la serie de streaming de Disney+ She-Hulk: Attorney at Law para Marvel Studios, interpretando a la mejor amiga de Jennifer Walters / She-Hulk, Nikki.

## Filmografía
| Año  | Título              | Rol     | Notas |
| ---- | ------------------- | ------- | ----- |
| 2012 | Ted                 | Gina    |       |
| 2014 | Someone Marry Barry | Juanita |       |
| 2016 | Dean                | Jill    |       |
| 2020 | Bad Therapy         | Miranda |       |

### Televisión
| Año       | Título                    | Rol                   | Notas              |
| --------- | ------------------------- | --------------------- | ------------------ |
| 2010      | The Good Guys             | Angie                 | Solo en 1 episodio |
| 2011-2012 | The Morning After         | Ella misma            | Serie de Hulu      |
| 2012-2020 | Family Guy                | Varios personajes     |                    |
| 2013-2014 | Legit                     | Peggy                 |                    |
| 2014      | Mixology                  | Maya                  |                    |
| 2016      | Togetherness              | Christy               |                    |
| 2016-2017 | Wrecked                   | Emma Cook             |                    |
| 2017      | Chance                    | Lorena                |                    |
| 2017-2018 | I'm Dying Up Here         | Maggie                |                    |
| 2017-2020 | Robot Chicken             | Varios personajes     |                    |
| 2018      | Kidding                   | Vivian                |                    |
| 2018      | Room 104                  | Vicki                 | Serie en HBO       |
| 2018      | Champions                 | Dana                  |                    |
| 2019      | Living with Yourself      | Meg                   |                    |
| 2020      | Space Force               | Anabela Ysidro-Campos |                    |
| 2022      | She-Hulk: Attorney at Law | Nikki Ramos           |                    |
| 2023      | True Lies                 | Helen Tasker          |                    |

## Vida personal
Gonzaga mantuvo una relación con el actor Jim Carrey entre 2018 y 2019.